# Pochutla, Chilapa de Álvarez
Pochutla är en ort i Mexiko.   Den ligger i kommunen Chilapa de Álvarez och delstaten Guerrero, i den södra delen av landet, 200 km söder om huvudstaden Mexico City. Pochutla ligger 1 485 meter över havet och antalet invånare är 176.
Terrängen runt Pochutla är kuperad. Runt Pochutla är det ganska glesbefolkat, med 42 invånare per kvadratkilometer. Närmaste större samhälle är Chilapa de Alvarez, 3,9 km öster om Pochutla. Omgivningarna runt Pochutla är en mosaik av jordbruksmark och naturlig växtlighet.